# アックスマンガ評論新人賞
アックスマンガ評論新人賞（アックスマンガひょうろんしんじんしょう）は、青林工藝舎が主催する漫画評論の新人賞である。
受賞は漫画雑誌「アックス」にて発表される。
全12回で終了。

## 第1回
（1999年4月末発表／アックスVol.8）
◎佳作受賞
- 高坂相「小林よしのり『戦争論』の時代」

## 第2回
（2000年4月末発表／アックスVol.14）
※該当者無し
◎参考作品
- 石原進吾「マンガ批評のためのノート」ーエロマンガを足がかりにー

## 第3回
（2001年4月末発表／アックスVol.20） 
※該当作品無し
◎緊急特別企画
- 「マンガ不況を考察する」

## 第4回
（2003年2月末発表／アックスVol.31）
※該当作品なし
◎参考作品
- 菊谷倫彦「視覚のドラマー冬野さほと『それぞれの異なった現実』ー」

## 第5回
（2004年2月末発表／アックスVol.37）
◎佳作受賞
- 伊藤孝志「小山ゆう論－スポ根作家の仮面の下で－」

## 第6回
（2005年2月末発表／アックスVol.43）
◎佳作受賞
- 岩下朋世「撹乱するもの－ジェンダーから切り込んで－」